# Natura & Co
Natura & Co — бразильська глобальна група косметики для особистого догляду, зі штаб-квартирою у Сан-Паулу.

## Історія
Natura & Co була заснована в 1969 році Луїсом Сеіброю і стала публічною компанією, яка отримала місце на фондовій біржі Сан-Паулу в 2004 році. Перебуваючи в статусі публічної компанії, її акції були перераховані на Ново Меркадо (найвищий рівень фондової біржі Ібовеспа).
У 2005 році Natura & Co відкрила свій перший бутік у Парижі, Франція.
У 2018 році у компанії було більше 6,6 мільйона «консультантів» (реселерів) по всьому світу.
У січні 2020 року відбулося злиття Natura & Co з Avon Products, Inc. Також у січні 2020 компанія почала торгувати на Нью-Йоркській фондовій біржі (NYSE).

## Структура
В структуру компанії входять розробники косметичної продукції Aesop, The Body Shop, Natura. Їх активи оцінені в $ 6,6 млрд.
Група компаній Natura & Co є лідером ринку прямих продажів Латинської Америки. Налічує 18 тис. співробітників, 1,7 млн. консультантів, понад 50 млн. магазинів і близько 400 франчайзингових партнерів.
Компанія має розвинену систему дистриб’юторських центрів в 73 країнах, включаючи США, Австралію, Перу, Аргентину, Малайзію, Мексику, Норвегію, Францію.